# Костин, Иван Дмитриевич (Герой Советского Союза)
Иван Дмитриевич Костин (1915—1945) — подполковник Рабоче-крестьянской Красной Армии, участник Великой Отечественной войны, Герой Советского Союза (1945).

## Биография
Иван Костин родился 25 декабря 1915 года в городе Вятка (ныне — Киров). Учился в Ленинградском институте холодной обработки металлов, после чего работал токарем. В 1934 году Костин был призван на службу в Рабоче-крестьянскую Красную Армию. Окончил Ленинградское артиллерийское училище. С июня 1941 года — на фронтах Великой Отечественной войны. К апрелю 1945 года подполковник Иван Костин командовал 702-м самоходным артиллерийским полком (7-го гвардейского танкового корпуса, 3-й гвардейской танковой армии, 1-го Украинского фронта). Отличился во время Берлинской операции.
18 апреля 1945 года полк Костина первым переправился через Шпрее и поддерживал своим огнём наступление остальных советских частей. 21 апреля полк вышел к окраинам Берлина и переправился через канал Тельтов. 24 апреля 1945 года Костин погиб в бою. Похоронен в Варшаве.

## Награды
Указом Президиума Верховного Совета СССР от 27 июня 1945 года подполковник Иван Костин посмертно был удостоен высокого звания Героя Советского Союза. Также был награждён орденами Ленина, Отечественной войны 2-й степени и Красной Звезды.

## Память
В честь Костина названа школа № 26 в Кирове, а также одна из улиц города.